# José Javier Esparza
 (mai 2019).
Si vous disposez d'ouvrages ou d'articles de référence ou si vous connaissez des sites web de qualité traitant du thème abordé ici, merci de compléter l'article en donnant les références utiles à sa vérifiabilité et en les liant à la section « Notes et références ».
José Javier Esparza Abaurrea (né le 20 juillet 1970 à Pampelune) est un homme politique espagnol, leader de Unión del Pueblo Navarro (UPN).